# 王永和
王 永和（おう えいか、洪武24年（1391年）- 正統14年8月15日（1449年9月1日））は、明代の官僚。字は以正。本貫は蘇州府崑山県。

## 生涯
若くして孝行で知られ、病床の父を18年にわたって看病した。永楽年間、郷試に及第して、厳州府と饒州府の訓導を歴任した。蹇義の推薦により、兵科給事中となった。薊州に駐屯した都督の王彧や錦衣衛の馬順の不法を弾劾した。韓王世子妃の冊立にあたって節を持った。宦官の傲慢の罪を糾弾して剛直で知られた。正統6年（1441年）、都給事中に進んだ。正統8年（1443年）、工部右侍郎に抜擢された。正統13年（1448年）、黄河が河南で決壊し、曹州・濮州・東昌府が水没し、寿張県沙湾が壊滅した。永和はこれの修復にあたった。正統14年（1449年）、オイラトのエセン・ハーンが侵攻してくると、永和は英宗の親征に扈従して、土木の変により殺害された。工部尚書の位を追贈された。諡は襄敏といった。
子の王汝賢は大理寺評事となった。